# Диляна Гайтанджиева
Диляна Гайтанджиева е българска разследваща журналистка. Работила е за Нова телевизия, TV7 и Труд.

## Биография
Диляна Гайтанджиева е родена на 7 декември 1981 година в град Ямбол. Завършва специалност Телевизионна журналистика в Софийския университет „Св. Климент Охридски“.
През 2003 година започва работа като репортер в Нова телевизия, а през 2011 година се мести в TV7.
На 30 октомври 2013 година по TV7 е излъчен нейният авторски документален филм за войната в Сирия – „Червена граница“. Дни по-късно е наградена от Съюза на българските журналисти.

## Скандали и противоречия

### Доставки на сръбско оръжие
През есента на 2019 г. Диляна Гайтанджиева публикува на портала armswatch.com пълна документация за това как сръбското правителство организира продажбата на произведено в Сърбия оръжие на терористи в Близкия изток. Малко след това телевизия Russia Today публикува репортаж по този случай, а след това и други световни медии.

### Биолаборатории на САЩ
През януари 2022 г., малко преди популяризирането на конспиративната теория за биолаборатории в Украйна, Диляна Гайтанджиева публикува няколко статии в блога си, в които твърди, че САЩ провежда „биологични експерименти върху войници в Украйна и Грузия“ и че „Пентагонът започва биологически експерименти с български войници“. Тя твърди, че американското посолство в Киев премахва документи, които са свързани с програмата за ограничаване на биологични заплахи. Оказва се, че това е мистификация, а „премахнатите“ документи продължават да са публични и достъпни на сайта на посолството. Скрийншотът на „неработещ“ линк към документите, който Гайтанджиева публикува, е с различен URL от този на посолството.

### ГРУ и войната в Украйна
На 18 юли 2023 г. Гайтанджиева е добавена на сайта „Миротворец“ в списъка с врагове на Украйна. „Миротворец“ я заклеймява заради нейни публикации, свързани с войната в Украйна, като я обвинява в манипулации и липса на обективност.
На 31 май 2025 г. Христо Грозев заявява пред БНТ, че Диляна Гайтанджиева е работила от 2017 г. за отдела за дезинформация на поделение 29155 на руското Главно разузнавателно управление. Разследването на Грозев и Роман Доброхотов е публикувано в сайта „Инсайдър“. Диляна Гайтанджиева отхвърля твърденията и заявява, че ще съди Грозев.